# Josef Rüf

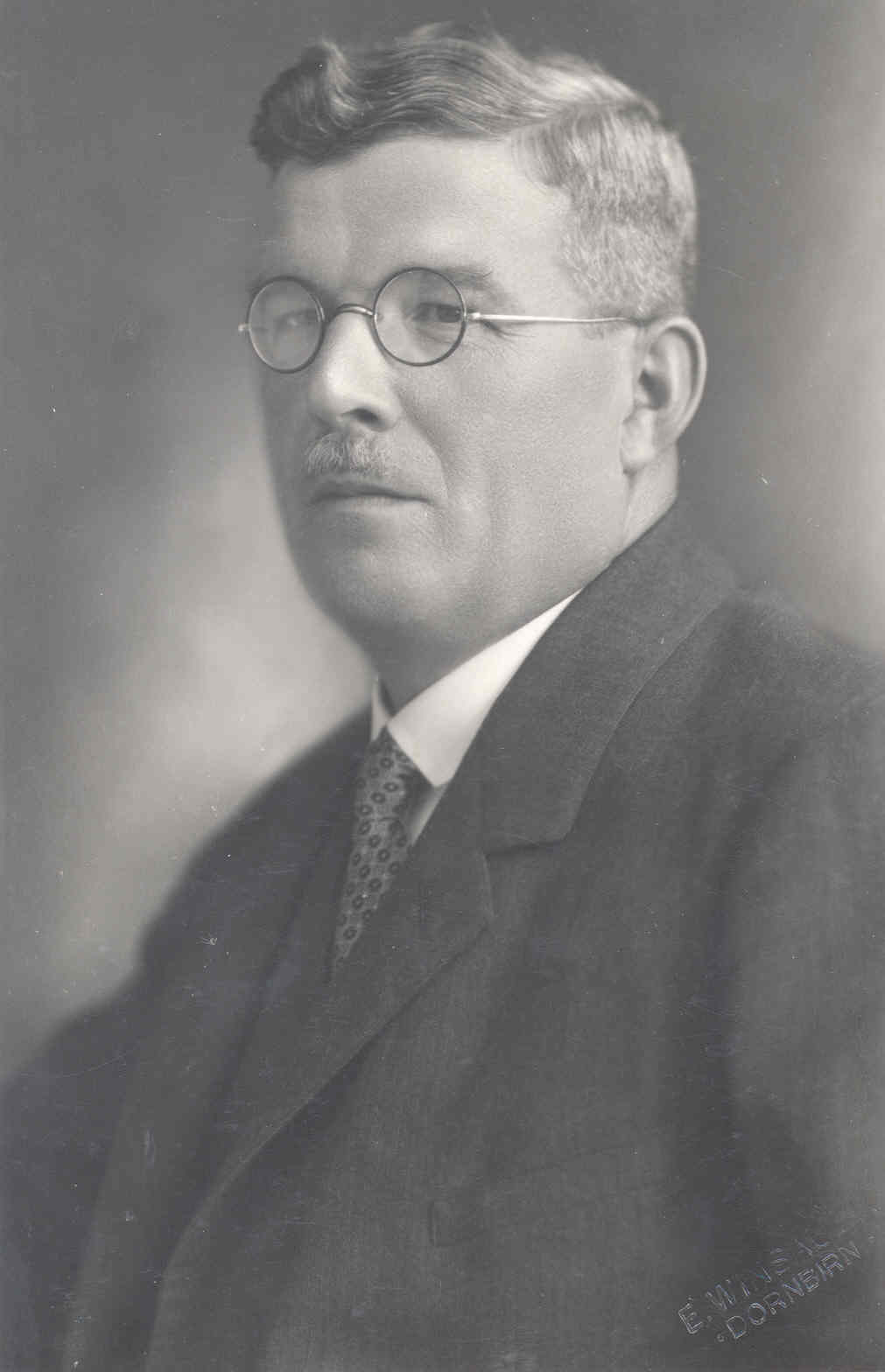
Josef Rüf

Josef Andreas Rüf (* 10. Jänner 1882 in Dornbirn; † 4. Jänner 1934 ebenda) war ein österreichischer Politiker (CS) im Bundesland Vorarlberg. Rüf war von 1928 bis 1932 Landesrat in der Vorarlberger Landesregierung, von 1928 bis 1934 Landtagsabgeordneter und von 1926 bis 1934 Bürgermeister der Stadt Dornbirn.

## Leben und Wirken
Josef Rüf wurde am 10. Jänner 1882 als Sohn des Nagelschmieds Martin Rüf und seiner Frau Elisabetha in Dornbirn geboren. Dort wuchs er auf und besuchte die Volksschule. Von 1896 bis 1899 arbeitete der junge Josef Rüf als Spülebub in einer Fabrik von F. M. Hämmerle, ehe er 1899 ins Lehrerseminar in Feldkirch eintrat. In Bozen besuchte er den 4. Kurs an der Lehrerbildungsanstalt und legte 1903 die Reifeprüfung ab. Ab 1904 unterrichtete Rüf als Lehrer an der Volksschule Dornbirn Oberdorf. Am 11. November 1907 heiratete Josef Rüf in Dornbirn Maria Marxgut, mit der er in weiterer Folge in den Jahren 1908, 1910 und 1913 drei Kinder bekam. 
1914 wurde die Lehrerkarriere von Rüf durch einen einjährigen Kriegseinsatz unterbrochen, anschließend arbeitete er ab 1915 als Leiter der städtischen Lebensmittelversorgung im Approvisionierungsamt Dornbirn. Von 1920 bis 1929 wurde er Leiter der Vorarlberger Verlagsanstalt als deren erster Obmann.
Bereits im Jahr 1919 wurde Josef Rüf erstmals als Mitglied des Dornbirner Stadtrats gewählt, was er bis zu seiner Wahl zum Bürgermeister auch blieb. 1926 trat er die Nachfolge des verstorbenen Engelbert Luger als Dornbirner Bürgermeister an. Vom 2. April 1928 an gehörte er außerdem dem Vorarlberger Landtag als Abgeordneter des Wahlbezirks Feldkirch für die Christlichsoziale Partei an. Am selben Tag wurde er zudem als Landesrat Mitglied der Vorarlberger Landesregierung, was er bis zum 21. November 1932 blieb.